# Sarvastivada

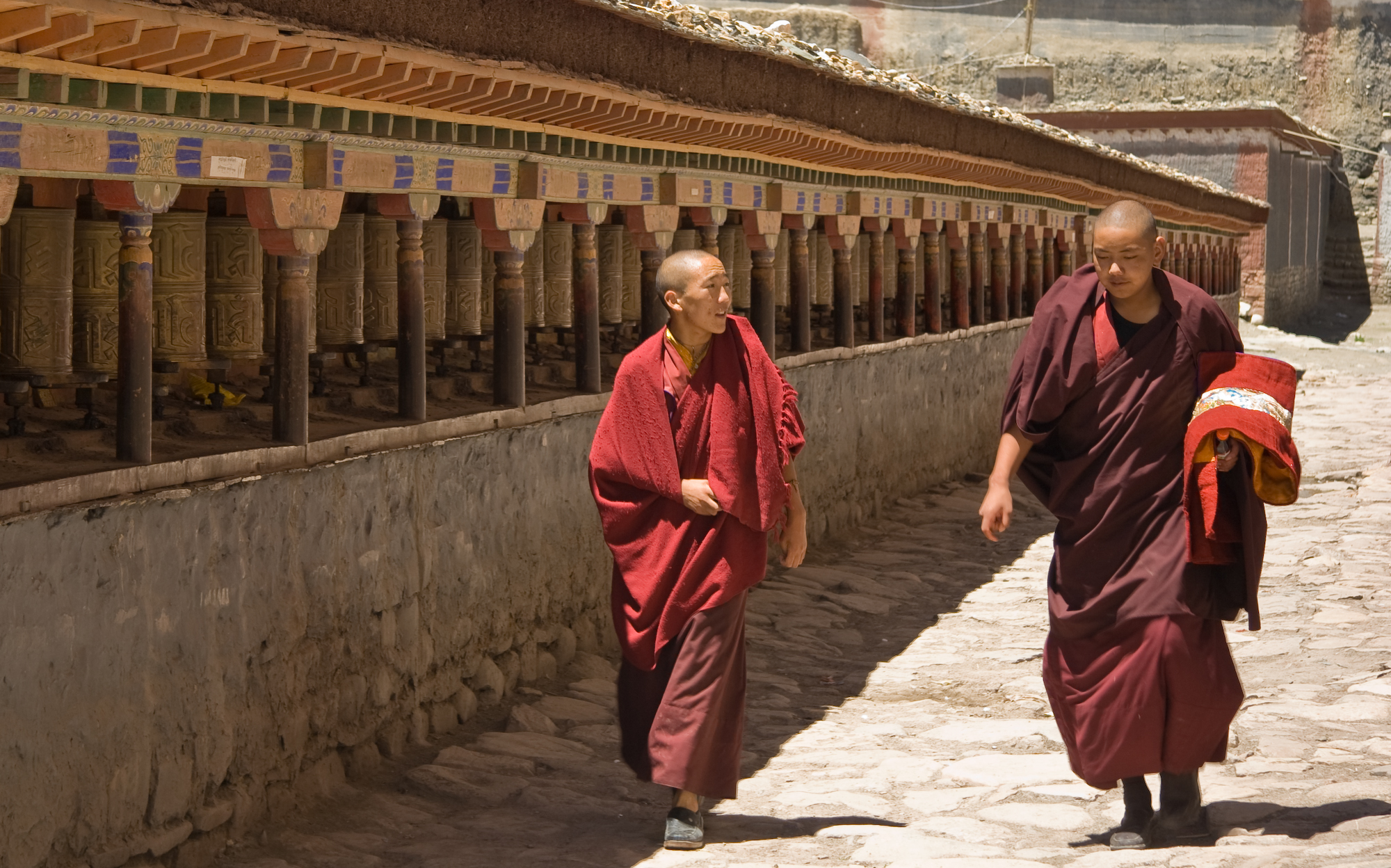
Las tradiciones del budismo tibetano tradicionalmente siguen el vinaya Mūlasarvāstivāda.

Sarvāstivāda (sánscrito; chino: 說 一切 有, pinyin: Shuō Yīqièyǒu Bù) fue una escuela temprana de budismo establecida alrededor del reinado de Asoka (siglo III a. C.). Fue particularmente conocido como una tradición abhidharma, con una colección de abhidharma única de siete obras.
La escuela Sarvāstivāda fue uno de los grupos monásticos budistas más influyentes, floreciendo en todo el norte de la India (especialmente en Cachemira) y Asia Central hasta el siglo VII. La rama ortodoxa de la escuela en Cachemira compuso la gran enciclopédica Mahāvibhāṣa Śāstra durante el reinado de Kanishka (c. 127–150 dC). Debido a esto, los ortodoxos que defendían las doctrinas en el Mahāvibhāṣa se llamaban Vaibhāṣikas.
Sarvāstivāda es un término sánscrito que se puede glosar como: "la teoría de que todo existe". Sarvāstivāda argumentaba que todos los dharmas (fenómenos) existen en el pasado, presente y futuro, los "tres tiempos". El Abhidharmakośakārikā de Vasubandhu afirma: "El que afirma la existencia de los dharmas de los tres períodos de tiempo [pasado, presente y futuro] se considera un Sarvāstivāda."

### Historia
Según algunos relatos, los Sarvāstivādas surgieron del Sthavira nikāya, un grupo que se separó de la mayoría (Mahāsāṃghikas) en el segundo concilio budista. Según este relato, fueron desde Magadha al noroeste de la India, donde se convirtieron en la escuela Sarvāstivāda. La escuela disfrutó del patrocinio de Kanishka (c. 127–150 CE) del imperio kushan, durante el cual crecieron, convirtiéndose en una de las sectas dominantes del budismo durante los próximos mil años en el noroeste de la India, y Asia Central.
Cuando la escuela Sarvāstivāda se unió en un sínodo en Cachemira durante el reinado de Kanishka II (c. 158-176), su texto más importante, la Astagrantha de Katyayaniputra (escrito en el lenguaje gandhari) se reescribió y revisó en sánscrito. Este texto revisado ahora se conocía como Jñānaprasthāna ("curso de conocimiento"). Aunque el Astagrantha tenía muchos vibhaṣas (comentarios), la nueva versión, es decir, el Jñānaprasthāna tenía un mahāvibhaṣa (gran comentario) en sánscrito, compilado por el sínodo Sarvāstivāda de Cachemira.
La escuela Sarvāstivāda tenía dos tendencias filosóficas principales, Vaibhāṣika y Sautrāntika. Vaibhāṣika fue formado por seguidores del Mahāvibhāṣa Śāstra, y era la rama ortodoxa de Cachemira. Vaibhāśika-Sarvāstivāda, que tenía la doctrina sistemática más extensa de las primeras escuelas budistas, fue ampliamente influyente en la India y más allá. En contraste con los Vaibhāṣikas, los Sautrāntika no defendían el Mahāvibhāṣa Śāstra, sino que enfatizaron el estudio los sūtras budistas. El nombre Sautrāntika significa "aquellos que defienden los sūtras".
Se cree que Sarvāstivāda es el origen a la secta Mūlasarvāstivāda, aunque la relación entre estos grupos aún no se ha determinado completamente.

### Doctrinas ortodoxas Vaibhāṣika
El nombre 'Sarvāstivāda' significa literalmente "todo existe" (sarvām asti), refiriéndose a la doctrina de que todos los dharmas (fenómenos), en pasado presente y futuro, existen. Esta doctrina ha sido descrita como una teoría eternalista del tiempo. De acuerdo con Jan Westerhoff, una de las razones que tenían para sostener esta teoría era que los momentos de conciencia son intencionales (se refieren a algo) y, por lo tanto, si no hay entidades pasadas que existen, los pensamientos sobre ellas carecerían de objeto y no podrían existir. Otro argumento es que para explicar las acciones pasadas (karma) que tienen efectos en un momento posterior. Si un acto de karma ya no existe, es difícil ver cómo pueden tener frutos en el presente o en el futuro. Finalmente, pasado, presente y futuro son ideas mutuamente interdependientes. Si el pasado y el futuro son inexistentes, ¿cómo se puede dar sentido a la existencia del presente?
Mientras que los Vaibhāṣikas sostenían que los dharmas de los tres tiempos existen, sostenían que solo los dharmas actuales tienen "eficacia" (karitra), por lo que pudieron explicar cómo el presente parece funcionar de manera diferente que el pasado o el futuro.
Las doctrinas Sarvāstivāda no se limitaron a "todo existe", sino que también incluyen la teoría del momento, la combinación (samprayukta) y la simultaneidad (sahabhu), la condicionalidad (hetu y pratyaya), la culminación del camino espiritual (marga), y otros. Estas doctrinas están todas interconectadas y es el principio de "todo existe" que es la doctrina axial que mantiene unido el movimiento.
El Sarvāstivāda ortodoxo defendió la teoría de los momentos (kṣaṇavada). Esta doctrina sostenía que los dharmas solo duran un "momento" (kṣaṇa), un kṣaṇa se consideraba la menor cantidad de tiempo posible.
Para explicar cómo es posible que un dharma permanezca y, sin embargo, también cambia a medida que avanza temporalmente, Vaibhāṣika sostuvo que los dharmas tienen una esencia constante (svabhāva) que persiste durante los tres tiempos. El término svabhāva también se identificó como una marca única o característica propia (svalaksana) que diferenciaba un dharma y permanecía inmutable a lo largo de su existencia. Según Vaibhāṣika, los svabhāvas son aquellas cosas que existen sustancialmente (dravyasat) en oposición a aquellas que están formadas por agregaciones de dharmas y, por lo tanto, solo tienen una existencia nominal (prajñaptisat).
Según A.K. Warder, los Sarvāstivādas tenían la misma posición que la rama Mahāsāṃghika con respecto a los arhats, ya que los consideran imperfectos y falibles.
Con respecto a las divisiones de la práctica, se sabe que el Mahāvibhāṣā emplea la perspectiva de los tres vehículos. Los Sarvāstivādas tampoco sostuvieron que no era práctico esforzarse para convertirse en un Buda completamente iluminado (samyaksaṃbuddha), y por lo tanto admitieron que el camino de un bodhisattva es válido.

### Canon
Los estudiosos actualmente tienen "una colección casi completa de sūtras de la escuela Sarvāstivāda" gracias a un descubrimiento reciente en Afganistán de aproximadamente dos tercios de la Dīrgha Āgama en sánscrito. El Madhyama Āgama (T26, traducción china de Gotama Saṅghadeva) y Saṃyukta Āgama (T99, traducción china de Guṇabhadra) han estado disponibles durante mucho tiempo en la traducción china. Sarvāstivāda es, por lo tanto, la única escuela temprana, además de Theravada, para la cual tenemos una colección de sutra temprana aproximadamente completa, aunque a diferencia de Theravada no se ha conservado en su idioma original.

#### Abhidharma
Durante el primer siglo, el abhidharma Sarvāstivāda consistió principalmente del Abhidharmahrdaya escrito por Dharmashresthin, un nativo de Tocharistan, y el Ashtagrantha escrito o compilado por Katyayananiputra. Ambos textos fueron traducidos por Samghadeva en 391 y en 183 dC respectivamente, pero no se completaron hasta 390 en China.
El Sarvāstivāda Abhidharma consta de siete textos.
- Jñānaprasthāna ("Fundación del Conocimiento") (T. 1543-1544)
- Prakaraṇapāda ("Exposición") (T. 1541-1542)
- Vijñānakāya ("Cuerpo de Conciencia") (T. 1539)
- Dharmaskandha ("Agregación de Dharmas") (T. 1537)
- Prajñaptiśāstra ("Tratado de Designaciones") (T. 1538)
- Dhātukāya ("Cuerpo de elementos") (T. 1540)
- Saṅgītiparyāya ("Discursos sobre la reunión") (T. 1536)

Siguiendo estos, están los textos que se convirtieron en la autoridad de Vaibhāṣika:
- Mahāvibhāṣā ("Gran Comentario" en el Jñānaprasthāna) (T. 1545)

Todas estas obras han sido traducidas al chino y ahora forman parte del canon budista chino. En el contexto chino, la palabra abhidharma se refiere al Sarvāstivāda abhidharma, aunque el Dharmaguptaka, Pudgalavada y Theravada también tenían abhidharmas.

#### Tratados
Además del canónico Sarvāstivādan Abhidharma, se escribieron una variedad de textos expositivos o tratados para servir como descripciones e introducciones al Abhidharma. Los más conocidos pertenecientes a la tradición Sarvāstivāda son:
- Abhidharma-hṛdaya-sastra (El corazón de Abhidharma), por Dharmasresthin, circa siglo I a. C., Bactria. Es el ejemplo más antiguo de un tratado Sarvāstivāda sistematizado.
- Abhidharma-āmrtaṛasa (El gusto de lo inmortal) de Ghoṣaka, siglo II d. C., basado en el trabajo anterior.
- Abhidharma-hṛdaya-sastra (El corazón de Abhidharma) de Upasanta, también basado en el hṛdaya-sastra de Dharmasresthin.
- Samyuktabhidharma-hṛdaya por Dharmatrata, también basado en el hṛdaya-sastra de Dharmasresthin.
- Abhidharmakośa-bhāsya (Tesorería de Abhidharma) de Vasubandhu (siglo IV o V): una serie de versos muy influyentes con un comentario adjunto. A menudo critica los puntos de vista Vaibhāṣika desde una perspectiva Sautrantika. Este es el texto principal utilizado para estudiar el Abhidharma en el Tíbet y Asia Oriental. Sigue siendo influyente en el budismo chino y tibetano. Sin embargo, K.L. Dhammajoti señala que este trabajo a veces presenta los puntos de vista Vaibhāṣika de manera injusta.[19]
- Abhidharmakośopāyikā-ṭīkā, un comentario sobre el Kośa por Śamathadeva
- Nyāyānusāra (Conformidad con el principio correcto) por Saṃghabhadra, un intento de criticar a Vasubandhu y defender los puntos de vista ortodoxos de Vaibhāṣika.
- Abhidharma-samaya-pradīpikā, un compendio de lo anterior por Saṃghabhadra.
- Abhidharmavatara ("Descent into the Abhidharma"), un tratado introductorio del maestro Skandhila (siglo V).
- Abhidharma-dipa y su auto-comentario, el Vibhasa-prabha-vrtti, un tratado Vaibhāṣika que sigue de cerca los versos de Abhidharmakośa e intenta defender la ortodoxia Vaibhāṣika.

La forma más madura y refinada de la filosofía Vaibhāṣika se puede ver en la obra del maestro Saṃghabhadra (ca. siglo V EC), "sin duda uno de los maestros Abhidharma más brillantes de la India". Sus dos obras principales, el *Nyāyānusāra (Shun zhengli lun 順 正 理論) y el *Abhidharmasamayapradīpikā (Apidamo xian zong lun 阿 毘 達磨 顯宗 論), son fuentes muy importantes para el pensamiento vaibhāṣika. Su trabajo fue referenciado y citado por varias figuras importantes, como Xuanzang y Sthiramati.